# Seule contre tous (série télévisée)
Seule contre tous en France, ou Le Fardeau de la preuve au Québec (Burden of Truth), est une série télévisée canadienne en 34 épisodes de 42 minutes créée par Brad Simpson, diffusée entre le 10 janvier 2018 et le 18 mars 2021 sur le réseau CBC, et aux États-Unis depuis le 25 juillet 2018 sur le réseau The CW.
Au Québec, elle est diffusée depuis le 2 janvier 2019 par Séries+, et en France à partir du 5 mars 2021 sur le service 6play via Téva, et sera également diffusée sur la chaine. Elle reste inédite dans les autres pays francophones.

## Synopsis
Joanna Hanley, une avocate, retourne dans sa petite ville natale de Millwood afin de représenter une grande société pharmaceutique contre un groupe de filles malades. Plus tard, elle commence à voir que ces filles ont besoin de son aide.

## Distribution

### Acteurs principaux
- Kristin Kreuk (VQ : Kim Jalabert) : Joanna Hanley (puis Chang)
- Peter Mooney (VQ : Adrien Bletton) : Billy Crawford
- Star Slade (VQ : Mylène St-Sauveur) : Luna Spence
- Nicola Correia-Damude (VQ : Catherine Proulx-Lemay) : Diane Evans
- David Lawrence Brown : Ben Matheson (saisons 1 et 2)
- Meegwun Fairbrother (VQ : Philippe Martin) : Owen Beckbie
- Anwen O'Driscoll (VQ : Élisabeth Forest) : Taylor Matheson
- Sara Thompson (VQ : Romy Kraushaar-Hébert) : Molly Ross
- Michelle Nolden : Teddie Lavery (saison 2)
- Varun Saranga : Noah (saison 2)
- Paul Andrich (VQ : Pierre-Yves Cardinal) : Jason Boone
- Paul Braunstein (VQ : Paul Sarrasin) : Sam Mercer
- Alex Carter (VQ : Daniel Picard) : David Hanley (saison 1)
- Andrew Chown (VQ : Hugolin Chevrette) : Shane Crawford
- Trish Fagan (VQ : Pascale Montreuil) : Alison Shepperd
- Jessica Matten (VQ : Émilie Josset) : Gerrilyn Spence

 Source et légende : version québécoise (VQ) sur Doublage.qc.ca

### Acteurs récurrents
- Cassandra Potenza : Georgia Lewis
- Benjamin Ayres (en) : Alan Christie (saison 1)
- Rebecca Gibson : Wendy Ross
- Jerni Stewart : Lisa Mitchell
- Montana Lehmann : Allie Nash
- Andrew Chown : Shane Crawford (saison 2)
- Raymond Ablack : Sunil Doshi (saison 2)

## Production

### Développement
Noelle Carbone et Adriana Maggs étaient les créatrices originales, mais toutes deux ont quitté la série. Dix épisodes d'une heure ont été commandés.
Le 4 avril 2018, la série a été renouvelée pour une deuxième saison de huit épisodes.
Le 25 mars 2019, elle est renouvelée pour une troisième saison contenant huit épisodes .
Le 21 juillet 2020, CBC accorde à la série une quatrième saison de huit épisodes, dont le tournage est prévu à l'été.
Le 18 mars 2021, la production annonce la fin de la série.

### Tournage
Le tournage de la première saison a eu lieu à Winnipeg, capitale de Manitoba au Canada, durant l'été 2017. Certaines prises de vue ont été tournées à Selkirk, ville du Manitoba, avec plusieurs prises au bord de la rivière Grill. Toujours à l'extérieur, la circulation sur le pont de Selkirk est visible, de même que le théâtre Landmark Cinemas Garry Selkirk.

### Fiche technique
Sauf indication contraire, les informations mentionnées dans cette section peuvent être confirmées par les bases de données cinématographiques IMDb et Allociné,  présentes dans la section « Liens externes ».
- Titre original : Burden of Truth
- Titre québécois : Le Fardeau de la preuve
- Titre français : Seule contre tous
- Création : Brad Simpson
- Réalisation : Jeff Woolnough, Jordan Canning (en), James Genn (en), Douglas Mitchell (en), Grant Harvey (en), Stéphanie Morgenstern (saison 2), Hayden Simpson (saison 2), Michelle Latimer (saison 2)
- Scénario : Brad Simpson, Lynn Coady, Shannon Masters, Eric Putzer, Laura Good, Graeme Stewart, Adam Pettle (saison 2), Renée St. Cyr (saison 2), Michelle Latimer (saison 2), Felicia Brooker (saison 2)
- Production (exécutive) : Kristin Kreuk, Ilana Frank, Jocelyn Hamilton
- Société(s) de production : ICF Films, Eagle Vision, Entertainment One, CBC Television
- Pays d'origine :  Canada
- Langue originale : Anglais
- Genre : Drame
- Diffusion :  Canada,  États-Unis

### Diffusion internationale
En avril 2018, le réseau The CW a acquis la série pour un passage planifié aux États-Unis à la mi-2018,. Elle fut diffusée en première 25 juillet 2018.
Après la fin de la première saison, The CW a annoncé qu’il diffuserait la deuxième saison en été 2019.
En France la série arrive à partir du 5 mars 2021 avec les trois premières saisons disponibles en intégralité sur le service 6play via Téva. Une diffusion est également prévue sur la chaine.

## Épisodes
| Saison | Saison | Épisodes | Canada          | Canada          | États-Unis      | États-Unis        |
| Saison | Saison | Épisodes | Début de saison | Fin de saison   | Début de saison | Fin de saison     |
| ------ | ------ | -------- | --------------- | --------------- | --------------- | ----------------- |
|        | 1      | 10       | 10 janvier 2018 | 4 avril 2018    | 25 juillet 2018 | 3 octobre 2018    |
|        | 2      | 8        | 9 janvier 2019  | 27 février 2019 | 2 juin 2019     | 21 juillet 2019   |
|        | 3      | 8        | 8 janvier 2020  | 26 février 2020 | 21 mai 2020     | 9 juillet 2020    |
|        | 4      | 8        | 28 janvier 2021 | 18 mars 2021    | 30 juillet 2021 | 17 septembre 2021 |

### Première saison (2018)
1. Pilote (Pilot)
2. Une histoire de liens (The Ties That Bind)
3. Eaux stagnantes (Still Waters)
4. Liens de sang (Family Ties)
5. La Chasse aux sorcières (Witch Hunt)
6. Le Diable dans le désert (The Devil in the Desert)
7. Un pavé dans la mare (Ducks on the Pond)
8. L'union fait la force (Hang Together)
9. Qui sème le vent récolte la tempête (Home to Roost)
10. Cause de fait (Cause in Fact)

### Deuxième saison (2019)
1. Codage, tromperies et mensonges (Salesman, Cheats and Liars)
2. Plongeon dans l’inconnu (The Rabbit Hole)
3. Ne reste pas les bras croisés (The Milk of Human Kindness)
4. Culpabilité par association (Guilt by Association)
5. Au fond du gouffre (Cold, Tired and Hungry)
6. Delirium (Manic Street Preacher)
7. N'affronte pas le bourreau (Never Face the Hangman)
8. Sur la bonne voie (The Right Road)

### Troisième saison (2020)
Une troisième saison est commandée par les réseaux CBC et The CW. Elle est diffusée depuis le 8 janvier 2020 au Canada, et à partir du 21 mai 2020 aux États-Unis.
1. Crawford Chang (Crawford Chang)
2. Où que tu ailles, je te suivrai (Wherever You Go)
3. Pas de pères et de fils (No Fathers and Sons)
4. Mesures désespérées (Desperate Measures)
5. Crise de foi (Crisis of Faith)
6. Action collective (It Takes a Village)
7. Nomme tes fantômes (Name Your Ghosts)
8. Un refuge dans la tempête (Shelter from the Storm)

### Quatrième saison (2021)
Le tournage a repris en septembre 2020 à Winnipeg. Elle est diffusée depuis le 28 janvier 2021 sur CBC, et dès le 30 juillet 2021 sur The CW.
1. Mine providentielle (River City)
2. Points de rupture (Breaking Points)
3. Une cible dans le dos (From Out the Gloomy Rack)
4. Politique de la terre brûlée (Scorched Earth)
5. Descentes en tous genres (Spirits in the Material World)
6. Dans la chaleur d’un foyer (The Homecoming)
7. Quand les ombres se tiennent à l’affût (Where the Shadows Lie Waiting)
8. En eaux plus calmes (Standing by Peaceful Waters)

## Univers de la série

### Les personnages

#### Personnages principaux
- Joanna Chang (Joanna Hanley dans la première saison) est une avocate qui est revenue dans la ville où elle a grandi pour défendre une entreprise pharmaceutique contre un groupe de filles malades.
- Billy Crawford est l'avocat représentant des filles et, plus tard, le partenaire de Joanna pour dévoiler le complot.
- Luna Spence est l'assistante de Joanna et la petite-amie de Molly Ross.
- Diane Evans est la conseillère scolaire et l'ancienne amie de Joanna.
- Ben Matheson est le père d'une des filles malades et le propriétaire de l'usine de la ville.
- Owen Beckbie est un policier et l'ex-beau-père de Luna.
- Taylor Matheson est l'une des filles malades et la fille de Ben Matheson.
- Molly Ross est l'une des filles malades, la nièce de Billy Crawford et la petite-amie de Luna.
- Teddie Lavery (saison 2) est un mentor et la patronne de Joanna chez Steadman Lavery.
- Noah (saison 2) est le nouveau client de Joanna.

#### Personnages récurrents
- Alan Christie (saison 1) est un avocat du cabinet d'avocats du père de Joanna et son ancien compagnon
- Gerrilyn Spence est la mère de Luna.
- Wendy Ross est la sœur de Billy et la mère de Molly
- David Hanley est le père de Joanna et l'associé du cabinet d'avocats pour lequel elle travaillait.
- Shane Crawford (saison 2) est le frère de Billy.
- Sunil Doshi (saison 2) est un jeune avocat chez Steadman Lavery.

## Accueil

### Audiences
| Saison | Début de saison   | Début de saison | Début de saison | Fin de saison     | Fin de saison   | Fin de saison |
| Saison | Date de diffusion | Téléspectateurs | Ref.            | Date de diffusion | Téléspectateurs | Réf.          |
| ------ | ----------------- | --------------- | --------------- | ----------------- | --------------- | ------------- |
| 1      | 25 juillet 2018   | 925 000         | [ 17 ]          | 3 octobre 2018    | 672 000         | [ 18 ]        |
| 2      | 2 juin 2019       | 468 000         | [ 19 ]          | 21 juillet 2019   | 580 000         | [ 20 ]        |
| 3      | 21 mai 2020       | 566 000         | [ 21 ]          | 9 juillet 2020    | 457 000         | [ 22 ]        |